# Нойлер
Нойлер (нем. Neuler) — община в Германии, в земле Баден-Вюртемберг. 
Подчиняется административному округу Штутгарт. Входит в состав района Восточный Альб.  Население составляет 3164 человека (на 31 декабря 2010 года). Занимает площадь 36,27 км².